# Груєць
Гру́єць (пол. Grójec) — місто в центральній Польщі.
Адміністративний центр Груєцького повіту Мазовецького воєводства.

## Демографія
Демографічна структура станом на 31 березня 2011 року:
|          | Загалом | Допрацездатний вік | Працездатний вік | Постпрацездатний вік |
| -------- | ------- | ------------------ | ---------------- | -------------------- |
| Чоловіки | 7710    | 1606               | 5371             | 733                  |
| Жінки    | 8487    | 1507               | 5167             | 1813                 |
| Разом    | 16197   | 3113               | 10538            | 2546                 |